# Grande-Bretagne aux Jeux olympiques d'été de 1992
La Grande-Bretagne, représentée par la British Olympic Association (BOA), a participé aux Jeux olympiques d'été de 1992 à Barcelone, en Espagne. Les athlètes britanniques ont participé à tous les Jeux olympiques d'été. Au total, 371 athlètes ont représenté la Grande-Bretagne et l'équipe a remporté vingt médailles, cinq en or, trois en argent et douze en bronze. Ce chiffre est égal au nombre de médailles d'or remportées lors des trois Jeux d'été précédents, mais constitue le plus faible total de médailles obtenu depuis les Jeux de Montréal en 1976. L'archer Simon Terry et les coureurs de haies Sally Gunnell et Kriss Akabusi ont chacun remporté deux médailles.